# Carol Meyrowitz
Carol Meyrowitz est une femme d'affaires américaine.

## Biographie

### Enfance et formation
Elle est née en 1954.

### Carrière
Elle entre chez TJX en 1983.
En 2016, elle est directrice de TJX.